# Denis Malleval
Pour les articles homonymes, voir Malleval.
Denis Malleval est un réalisateur français né le 2 mars 1958 à Paris.

## Filmographie

### Courts métrages
- 1994 : Le Jour J
- 1995 : L'Image du pouvoir

### Téléfilms
- 1996 : Le Poids d'un secret
- 1997 : Docteur Sylvestre (épisode Les Pièges de Saturne)
- 1998 : Au cœur de la loi
- 1999 : Le Porteur de destins
- 1999 : Un homme en colère (épisode L'Affaire Caroline)
- 2000 : Le Plafond de verre
- 2000 : Marie-Tempête
- 2000 - 2001 : Joséphine, ange gardien (épisodes Pour l'amour d'un ange et La Tête dans les étoiles)
- 2002 : La Source des Sarrasins
- 2002 : Double flair
- 2003 : Docteur Claire Bellac (épisodes Seconde Chance et Engrenage)
- 2004 : Femmes de loi (épisodes Protection rapprochée, Mortelle Orpheline, Intime Conviction, Beauté fatale)
- 2006 : Avocats et Associés (épisodes 81 à 84)
- 2006 : Les Innocents, d'après Georges Simenon
- 2007 : Chez Maupassant : Histoire d'une fille de ferme
- 2007 : Le Lien
- 2008 : Chez Maupassant : Le Rosier de madame Husson
- 2008 : Villa Marguerite
- 2009 : Contes et nouvelles du XIXe siècle : Le Bonheur dans le crime
- 2009 : Un petit mensonge
- 2009 : Jusqu'à l'enfer, d'après Georges Simenon
- 2010 : Malevil, d'après Robert Merle
- 2010 : La Vie en miettes
- 2012 : Petits arrangements avec ma mère
- 2012 : Frère et Sœur
- 2012 : Malgré-elles
- 2013 : Mortel Été
- 2013 : L'escalier de fer d'après Georges Simenon
- 2014 : Coût de chance
- 2015 : La Boule noire d'après Georges Simenon
- 2015 : La Mort d'Auguste d'après Georges Simenon
- 2016 : La Bonne Dame de Nancy
- 2016 : Mon frère bien-aimé
- 2018 : Les Ombres du passé
- 2022 : Mémoire trouble
- 2025 : Mort sur terre battue

Les Guignols de l'info
- 1993-1994 : séries no 10, 19, 25, 34
- 1994-1995 : série no 4

Les Minikeums
- Séries no 3, 4, 12, 13

## Récompenses
- Festival des créations télévisuelles de Luchon 2015 : Prix du meilleur réalisateur pour La Boule noire[1]
- Prix SACD 2015 Réalisateur télévision[2].